# Klimat kontynentalny

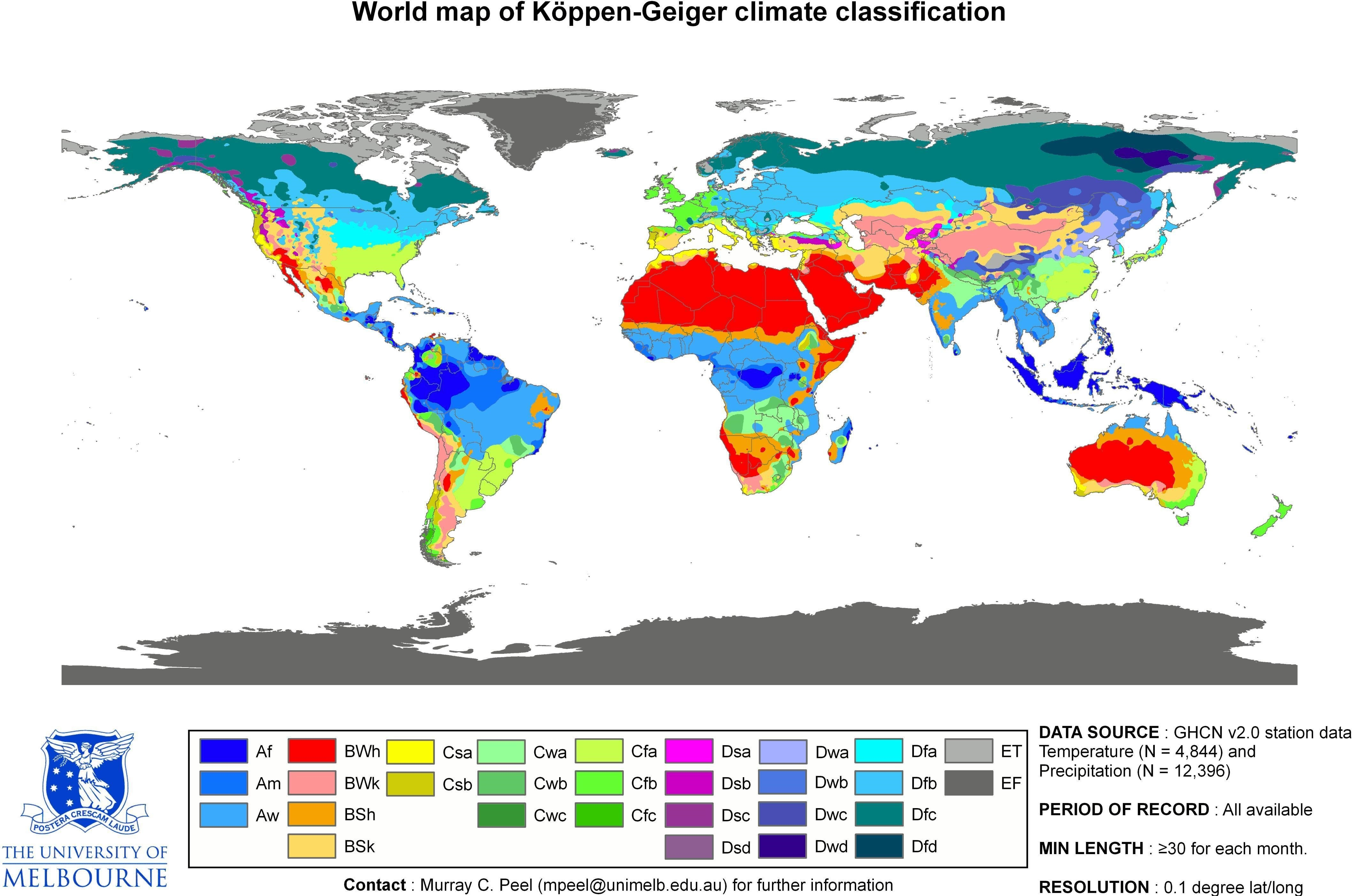
Mapa świata z klasyfikacją klimatu Köppena

Klimat kontynentalny – jeden z podstawowych typów klimatu występujący w różnych strefach klimatycznych. Kształtuje się w głębi lądu i powstaje w wyniku dominującego wpływu rozległego lądu na atmosferę. Wyróżnia się największą dobową oraz roczną amplitudą temperatury powietrza. Lata są upalne, a zimy surowe, mroźne. Wraz ze zwiększaniem się odległości od morza, zwłaszcza parującego oceanu, maleje wilgotność powietrza, przeciętne zachmurzenie nieba oraz ilość opadów. Zwiększone jest za to zapylenie powietrza.
Ten typ klimatu jest charakterystyczny dla wewnętrznych regionów kontynentów. Obszarami o klimacie kontynentalnym są Azja Centralna, Europa Wschodnia oraz wewnętrzne regiony Ameryki Północnej.